# Founders
De Founders zijn gedaanteverwisselaars (shape shifters, of changelings) uit de sciencefictionserie Star Trek: Deep Space Nine. De Founders zijn de stichters en leiders van een rijk in het Gamma Kwadrant genaamd de Dominion. Hun originele thuisplaneet bevond zich in de Omarion Nevel.
In hun natuurlijke staat bestaan de Founders uit een proto-plasma. Zij spenderen het merendeel van hun tijd in de Great Link, een grote gelei-achtige massa waarin zij één geheel vormen en elkaars gedachten en gevoelens delen. Buiten de Great Link zijn zij individuen.
Founders kunnen van gedaante verwisselen omdat hun lichaam het morfogenetisch enzym bezit. Hierdoor kunnen zij de vorm van voorwerpen en zelfs vloeistoffen en gassen aannemen. Door deze eigenschap werden zij gevreesd door solids, hun benaming voor vastvormige rassen, en vaak onderdrukt. Zij trokken zich terug en stichtten de Dominion om orde te scheppen in het in hun ogen chaotische universum. Hun wantrouwen van de solids was hun grootste drijfveer. Vele volken werden onderworpen aan de Dominion en nadat de Federatie en Bajor een wormgat hadden ontdekt dat naar het Gamma Kwadrant leidde, richtten de Founders hun aandacht ook op het Alpha Kwadrant en de Federatie en haar bondgenoten.
De Founders infiltreerden de Federatie om meer te weten te komen over hun vijanden en in 2373 begonnen zij een oorlog, samen met de Cardassianen en later ook de Breen, tegen de andere machten uit het Alfa Kwadrant, inclusief de Federatie. Deze oorlog zou tot 2375 duren en vele miljoenen mensen het leven kosten.
De Founders creëerden de Vorta en de Jem'Hadar die als hun diplomaten en soldaten fungeerden. Het hoofd van beveiliging op ruimtestation Deep Space Nine, Odo, was van hetzelfde ras als de Founders, maar hij verwierp hun oorlogszuchtige manier van leven en vocht actief mee aan de zijde van de Federatie. Na de oorlog keerde hij terug naar de Great Link om de andere Founders te onderwijzen over de solids in een poging hun wantrouwen tegenover andere rassen te verminderen.